# Eddie Cheever
 (août 2024).
Si vous disposez d'ouvrages ou d'articles de référence ou si vous connaissez des sites web de qualité traitant du thème abordé ici, merci de compléter l'article en donnant les références utiles à sa vérifiabilité et en les liant à la section « Notes et références ».
Pour les articles homonymes, voir Eddie et Cheever.
Eddie Cheever, né le 10 janvier 1958 à Phoenix (Arizona), est un pilote automobile américain, également directeur d'écurie. Animateur du championnat du monde de Formule 1 tout au long des années 1980, il connaît depuis une deuxième partie de carrière aux États-Unis, où il a notamment remporté les 500 Miles d'Indianapolis en 1998.

## Biographie

### Carrière en Formule 1
Né aux États-Unis et élevé à Rome, en Italie, Eddie Cheever entame à l'adolescence une brillante carrière en karting : champion d'Italie en 1973, vainqueur du championnat d'Europe des Nations de karting avec son pays d'adoption et Riccardo Patrese en 1973 et 1974, il devient vice-champion du monde en 1974 (derrière Patrese). Logiquement, il passe au sport automobile en 1975, d'abord dans le championnat britannique de Formule 3 puis dans le championnat d'Europe de Formule 2 où il pilote pour le jeune directeur d'écurie Ron Dennis au sein de la structure Project Four. En 1977, il se classe vice-champion d'Europe de Formule 2 derrière René Arnoux.
En septembre 1977, à 19 ans, Eddie Cheever pilote pour la première fois une monoplace de Formule 1 à l'occasion d'un test comparatif avec Gilles Villeneuve pour la Scuderia Ferrari, test au terme duquel Villeneuve est choisi pour épauler Carlos Reutemann.

### Débuts timides en Formule 1 (1978-1980)
En 1978, à 20 ans, Eddie Cheever devient pilote-titulaire au sein de la modeste écurie Theodore Racing. Il ne parvient pas à se qualifier lors de ses seuls engagements en championnat du monde, en Argentine et au Brésil. Avant de retourner en Formule 2, il dispute le Grand Prix d'Afrique du Sud à Kyalami, chez Hesketh Racing. Qualifié en vingt-cinquième position, il abandonne au huitième tour sur problème de moteur.
Il revient en championnat du monde de Formule 1 en 1980 au sein de l'écurie Osella. Comme en 1978, Cheever ne se qualifie pas pour les deux premières épreuves en Argentine et au Brésil. Il y parvient ensuite à Kyalami en Afrique du Sud et à Long Beach, pour le Grand Prix des États-Unis Ouest. Il rate sa qualification en Belgique et à Monaco mais par la suite, il réussit à chaque fois l'exercice. Cependant sa monoplace n'est pas fiable et, en dix départs, il ne rallie l'arrivée qu'à une seule reprise, à Monza, où il termine douzième.

### Solides prestations chez Tyrrell et Ligier en 1981 et 1982
Ken Tyrrell, dénicheur de jeune talent, appelle Eddie Cheever pour la saison 1981. Si la Tyrrell ne dispose pas d'un moteur turbocompressé mais d'un moteur atmosphérique, Cheever réussit néanmoins quelques solides prestations sur les circuits lents, comme à Long Beach, où il termine cinquième de la première épreuve du championnat après s'être qualifiée huitième, loin devant son coéquipier Kevin Cogan, vingt-cinquième et non-qualifié.
Cheever se montre également à son avantage à Zolder et à Monaco où il termine sixième puis cinquième. À Silverstone puis Hockenheim, circuit pourtant plus rapides que les précédents, il termine quatrième puis cinquième. En début de saison, Cheever domine ses coéquipiers Cogan et Ricardo Zunino mais butte face à Michele Alboreto : lors des qualifications pour le Grand Prix de Saint Marin, Alboreto, pour le premier Grand Prix de sa carrière, devance Cheever. Plus tard, en Autriche, Cheever ne se qualifie pas quand Alboreto est vingt-deuxième sur la grille de départ. Avec un matériel moyen, Cheever termine douzième du championnat avec dix points et reste le seul pilote de l'écurie à avoir inscrit des points. Convoité par TAG-Williams, championne du monde en titre des constructeurs afin de remplacer Alan Jones, il signe finalement pour Talbot-Ligier Gitanes, une des meilleures équipes du plateau.
En 1982, Cheever s'engage chez Ligier au moment où l'équipe perd sa compétitivité. Il domine néanmoins son coéquipier Jacques Laffite et, comme en 1981, se montre à son avantage sur les circuits lents car les Ligier disposent d'un moteur V12 Matra Sports qui n'égalise pas les moteurs turbos de l'époque. Il termine trois fois sur le podium, avec une troisième place à Zolder, une deuxième place au Grand Prix des États-Unis Est sur le circuit urbain de Détroit (avec un classement par addition des temps) et une troisième place au Grand Prix de Las Vegas, remporté par Alboreto que Cheever dominait en 1981. Malgré une non-qualification au Grand Prix des Pays-Bas, Cheever domine Jacques Laffite avec trois podiums contre un et quinze points contre cinq. Il termine le championnat en douzième place, comme en 1981, alors que Laffite termine dix-huitième.

### Cheever au premier plan chez Renault en 1983
En 1983, Cheever est recruté par Renault, l'écurie favorite du championnat du monde. Il est totalement dominé par son coéquipier Alain Prost, victorieux à plusieurs reprises, qui termine vice-champion du monde, tandis que Cheever réalise pour meilleures performances quatre podiums (troisième en France, en Belgique et en Italie et deuxième au Canada).
Cheever regrette ouvertement de ne pas toujours bénéficier d'une parfaite égalité de traitement avec Alain Prost, et de ne pas disposer du même matériel que le Français. D'autre part, Cheever est accablé d'ennuis techniques tout au long de sa saison qui mettent un premier coup d'arrêt à sa carrière.

### Retour dans l'anonymat du peloton chez Alfa Romeo (1984-1985)

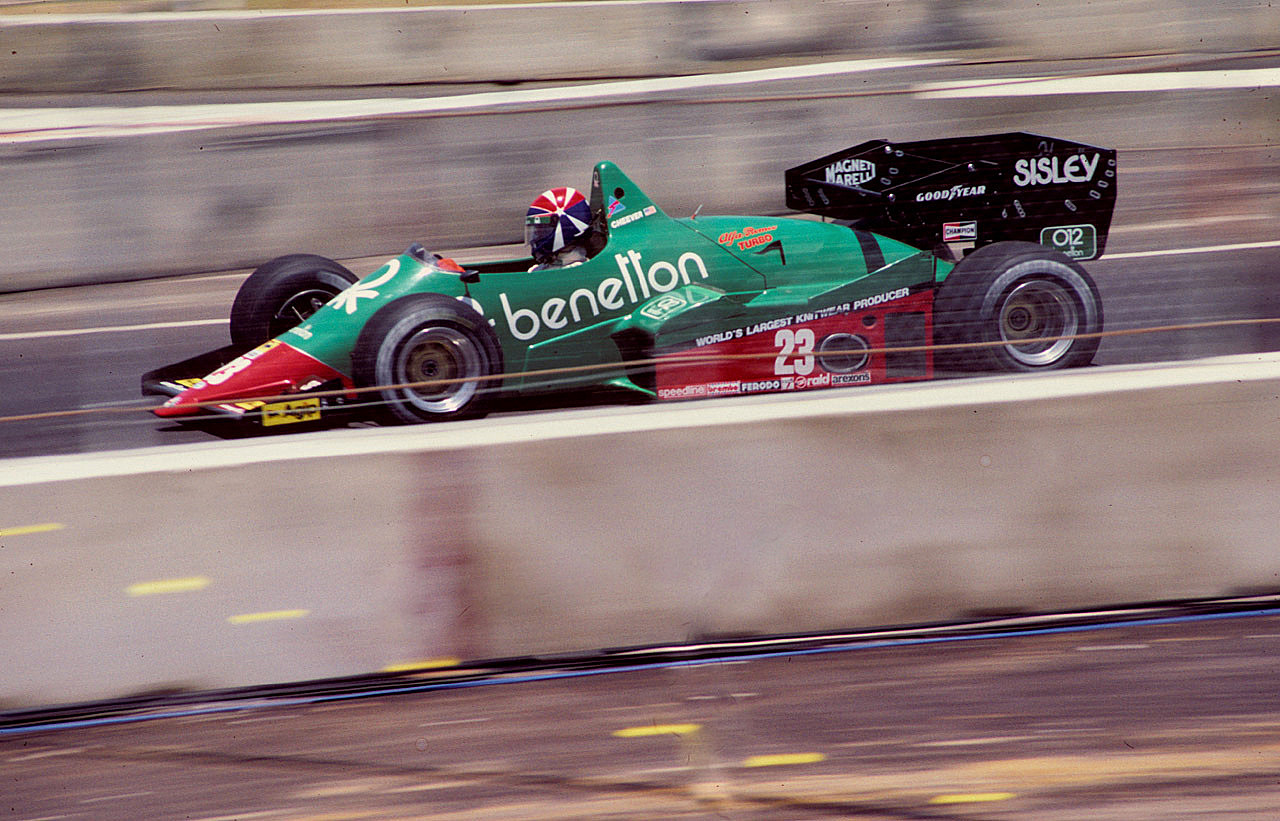
Cheever sur Alfa Romeo 184T de 1984, en 1984 à Dallas.

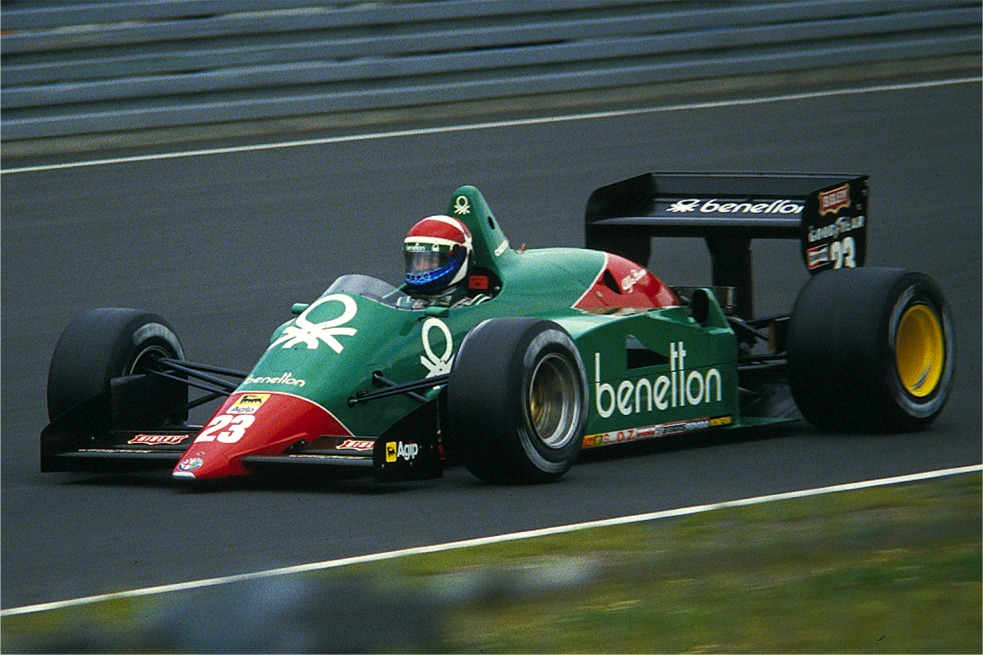
Cheever sur Alfa Romeo 185T de 1985, en 1985 au Nürburgring.

Non conservé par Renault, Cheever rejoint, en 1984, les rangs de l'écurie Alfa Romeo. Si Alfa Romeo semble monter en puissance depuis 1982, avec des bonnes performances en 1983 avec Andrea De Cesaris, l'Alfa Romeo n'est pas à son avantage en 1984 et Cheever perd pied. Par rapport à son nouvel équipier Riccardo Patrese, Cheever se montre en difficulté en course où il n'inscrit que trois points, à Jacarepagua, pour l'épreuve inaugurale, quand Patrese inscrit huit points et termine sur le podium pour son Grand Prix national, à Monza, sur les terres de Benetton, commanditaire principal de l'équipe.
La saison 1985 est encore plus décevante : en plus d'un manque de performance, l'Alfa Romeo 185T manque cruellement de fiabilité, au point que l'équipe achève l'année avec l'Alfa Romeo 184T de l'année précédente. Le bilan est catastrophique avec aucun point inscrit pour l'écurie.

### Fin de carrière en Formule 1 chez Arrows (1987-88-89)

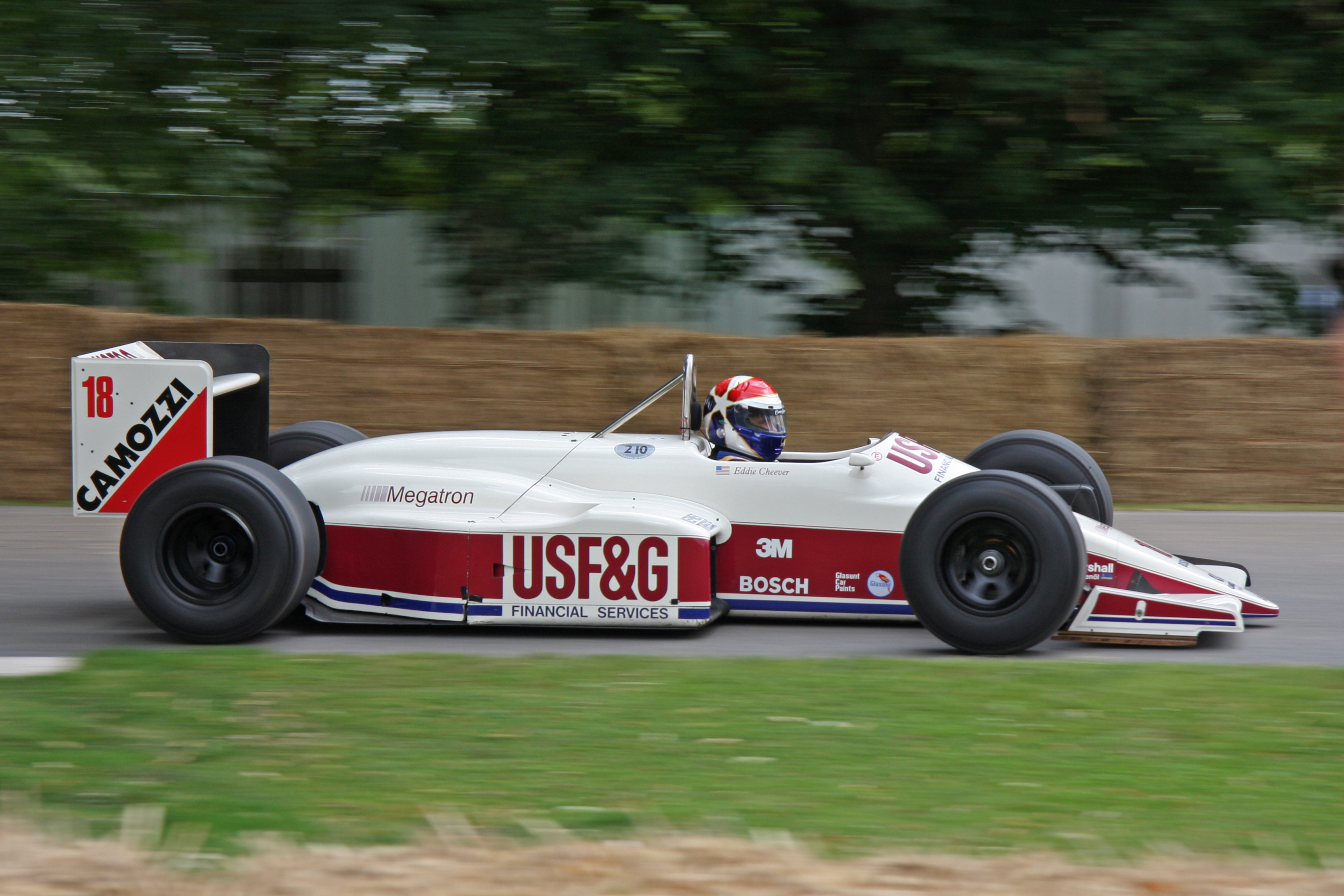
En 2008 à Goodwood sur son Arrows de la saison 1988.

Après une pige sur la Lola de l'écurie Team Haas Lola en 1986 à Detroit où il remplace Patrick Tambay, blessé, et abandonne alors qu'il s'était qualifié en dixième position, Cheever retrouve une place de titulaire en 1987 chez Arrows aux côtés de Derek Warwick. Dotés d'un ancien moteur BMW turbo rebadgé Megatron, les pilotes font jeu égal en qualifications mais Cheever inscrit 8 points contre 3 pour son coéquipier pour cette première saison. En 1988, il se montre nettement moins régulier que son coéquipier qui finit le championnat à la huitième place avec 17 points quand Cheever, douzième en marque 6, en réalisant néanmoins un podium au Grand Prix d'Italie, devant son coéquipier.
En 1989, toutes les voitures sont désormais équipées d'un moteur atmosphérique et l'équipe Arrows utilise un Ford Cosworth V8. Le pilote américain réalise un nouveau podium dans les rues de Phoenix, sa ville natale et termine le championnat à la onzième place, à un point de Warwick pour sa dernière saison en Formule 1.

### Retour aux États-Unis

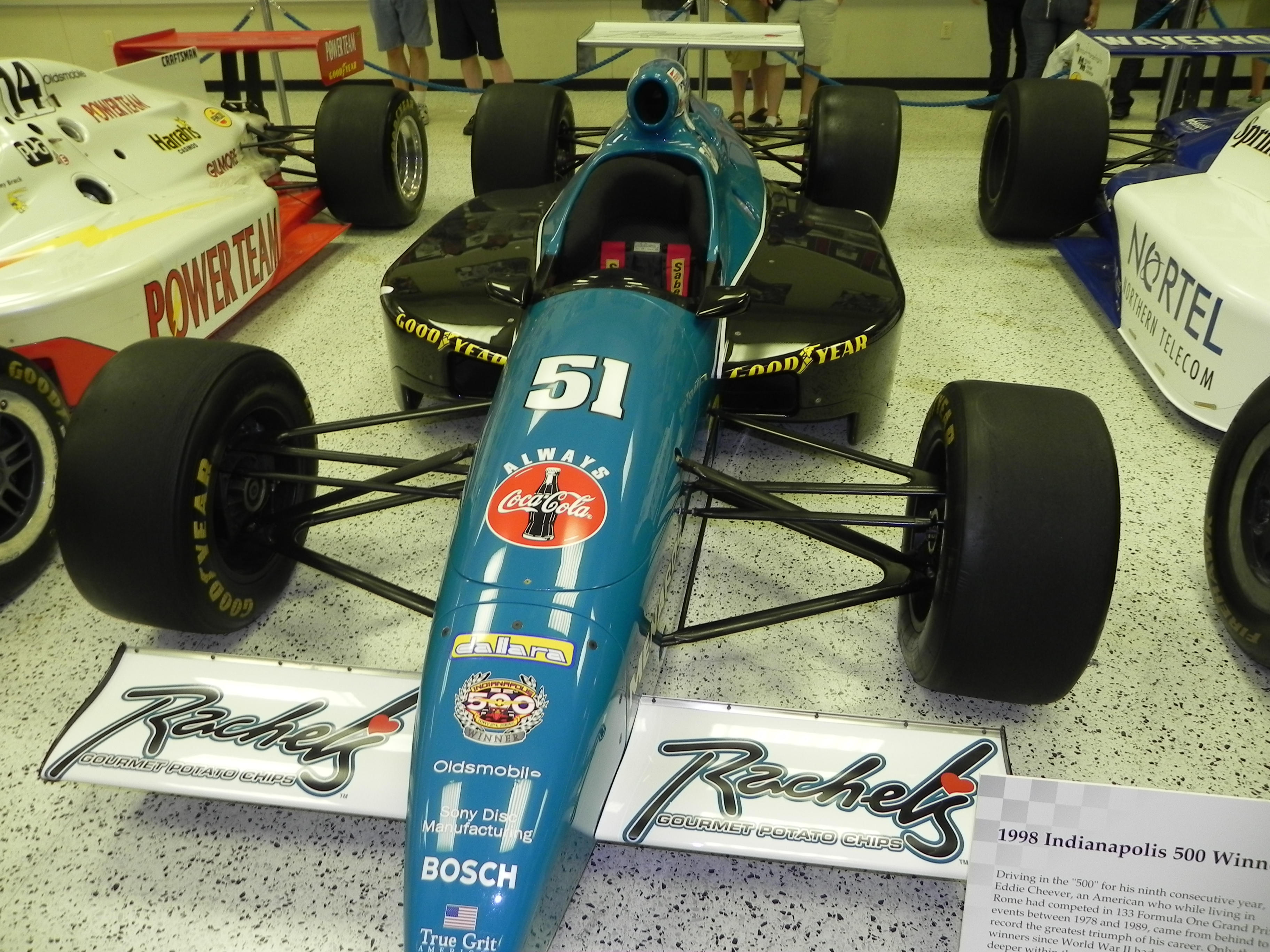
La Dallara-Aurora du Team Cheever pour l'Indy 500 1998 victorieux (IMS Hall of Fame Museum).

En 1990, Eddie Cheever retourne aux États-Unis, pays qu'il a quitté depuis sa plus tendre enfance, pour y disputer le championnat CART au sein du Chip Ganassi Racing. Auteur de débuts prometteurs dans la discipline, il rentre rapidement dans le rang. Lorsque Tony George crée l'Indy Racing League en 1996, Cheever y voit un moyen de jouer à nouveau les premiers rôles bien que, lors des premières années suivant sa création, l'IRL était considérée comme une compétition de seconde zone, au niveau peu relevé comparativement au prestigieux CART.
Il crée sa propre structure, le Cheever Racing, avec laquelle il remporte, sur le célèbre Indianapolis Motor Speedway et à la surprise générale, les 500 Miles d'Indianapolis en 1998 sur Dallara. Fin 2002, alors que le Cheever Racing est devenu l'une des meilleures équipes de l'IRL, Eddie Cheever met un terme à sa carrière de pilote. En 2005, Cheever participe à la série Grand Prix Masters qui réunit d'anciennes gloires de la Formule 1.
Début 2006, il doit reprendre le volant pour tenter de sauver son écurie, en grand péril financier. L'équipe quitte toutefois l'IndyCar en cours d'année. Cheever Racing participe au championnat d'Indy Lights et fait courir Richard Antinucci, le neveu d'Eddie.

## Vie familiale
- Connu en tant qu'Eddie Cheever lorsqu'il pilotait en Formule 1, Cheever a pris soin de faire ajouter la mention "Jr" derrière son patronyme depuis son retour aux États-Unis.

- Son frère cadet Ross Cheever a également piloté à un haut niveau, notamment au Japon, dans les championnats locaux de Formule 3 où il a été titré et de Formule 3000. Ross Cheever peut notamment s'enorgueillir d'avoir battu Michael Schumacher (son coéquipier d'un jour) lorsque le futur champion du monde a effectué en 1991 son unique apparition dans le championnat du Japon de F3000.

- Son neveu Richard Antinucci, après avoir été un habitué pendant plusieurs années des pelotons internationaux de Formule 3, court depuis 2007 dans son écurie d'Indy Pro Series/Indy Lights.

- Son fils Eddie Cheever III participe au Championnat d'Italie de Formule 3.

## Résultats en championnat du monde de Formule 1
| Saison | Écurie                                         | Châssis         | Moteur                    | Pneus         | GP disputés | Points inscrits | Classement |
| ------ | ---------------------------------------------- | --------------- | ------------------------- | ------------- | ----------- | --------------- | ---------- |
| 1978   | Theodore Racing Olympus Cameras Hesketh Racing | TR1 308E        | Ford V8                   | Goodyear      | 1           | 0               | n.c.       |
| 1980   | Osella Squadra Corse                           | FA1             | Ford V8                   | Goodyear      | 10          | 0               | n.c.       |
| 1981   | Tyrrell Racing Team                            | 010 011         | Ford V8                   | Michelin Avon | 14          | 10              | 11e        |
| 1982   | Équipe Talbot Gitanes                          | JS17 JS17B JS19 | Matra V12                 | Michelin      | 14          | 15              | 12e        |
| 1983   | Équipe Renault Elf                             | RS30C RS40      | Renault V6 turbo          | Michelin      | 15          | 22              | 7e         |
| 1984   | Benetton Team Alfa Romeo                       | 184T            | Alfa Romeo V8 turbo       | Goodyear      | 15          | 3               | 16e        |
| 1985   | Benetton Team Alfa Romeo                       | 185T 184T       | Alfa Romeo V8 turbo       | Goodyear      | 16          | 0               | n.c.       |
| 1986   | Team Haas USA Ltd                              | Lola THL2       | Ford V6 turbo             | Goodyear      | 1           | 0               | n.c.       |
| 1987   | USF&G Arrows Megatron                          | A10             | Megatron 4 en ligne turbo | Goodyear      | 16          | 8               | 10e        |
| 1988   | USF&G Arrows Megatron                          | A10B            | Megatron 4 en ligne turbo | Goodyear      | 16          | 6               | 12e        |
| 1989   | Arrows Grand Prix International                | A11             | Ford V8                   | Goodyear      | 14          | 6               | 11e        |

## Résultats aux 24 heures du Mans
| Année | Voiture                 | Équipe              | Équipiers                            | Résultat |
| ----- | ----------------------- | ------------------- | ------------------------------------ | -------- |
| 1981  | Lancia Beta Monte Carlo | Martini Racing      | Michele Alboreto / Carlo Facetti     | 8e       |
| 1986  | Jaguar XJR-6            | Silk Cut Jaguar/TWR | Jean-Louis Schlesser / Derek Warwick | Abandon  |
| 1987  | Jaguar XJR-8            | Silk Cut Jaguar/TWR | Raul Boesel / Jan Lammers            | 5e       |

## Victoires en endurance
- 6 Heures de Mugello en 1980;
- 1 000 kilomètres de Silverstone en 1986, 1987 et 1988;
- Test du Mans en 1986;
- 1 000 kilomètres de Jerez en 1987;
- 1 000 kilomètres du Nürburgring en 1987;
- 24 Heures de Daytona en 1988;
- 1 000 kilomètres de Monza en 1988;
- 1 000 kilomètres de Fuji en 1988.

(nb: il remporte également en 1988 les 360 kilomètres de Jarama, toujours sur Jaguar XJR-9, après avoir utilisé une XJR-8 en 1987)